# ژیان‌مرغ‌های کوتوله سبز
ژیان‌مرغ‌های کوتوله سبز (نام علمی: Myiornis) یک سرده از پرندگان خانوادهٔ ژیان‌مرغان است. به استثنای مگس‌مرغان، آن‌ها از کوچک‌ترین پرندگان جهان هستند.
این سرده چهار گونه دارد.